# خوان کارلوس کوپیروا
خوان کارلوس کوپیروا (انگلیسی: Juan Carlos Kopriva؛ زادهٔ ۱ ژانویهٔ ۱۹۶۴) بازیکن فوتبال اهل آرژانتین است.
از باشگاه‌هایی که در آن بازی کرده‌است می‌توان به باشگاه فوتبال اتلتیکو تیگره اشاره کرد.